# Zlobivá (Vysoké Tatry)
Zlobivá je štíhlý třívrcholový štít v hlavním hřebeni Vysokých Tater. Do Kačací doliny spadá 400metrovou severovýchodní stěnou, která je součástí mohutného tzv. Kačacieho múru. Patří k hůře dostupným a méně navštěvovaným štítům, i od Zlomiskové doliny je to náročnější II, přístup je možný pouze s horským vůdcem.
Název pochází z polského a goralského pojmu „zloby“, tedy žlaby. Nedorozuměním byla někdejší snaha poslovenštit ji na „Hnevlivú“.

## Topografie
Hlavní ze tří vrcholů (2426 m) je severozápadní, prostřední se nazývá Wachterova věž a nejnižší jihozápadní Zlobná kopa (asi 2420 m). Od Rumanova štítu k němu vede dlouhý hřeben začínající ve Vyšnej Zlobnej štrbine, od Západního Železného štítu ho dělí Nižná zlobná štrbina.

## Několik zajímavých výstupů
- 1899 První výstup K. Jordan a M. Lavallé, v závěru úzkým exponovaným hřebínkem.
- 1907 Prvovýstup středním žlabem z Rumanovej dolinky K. L. Horn, J. Serényi a J. Wachter, II.
- 1930 Prvovýstup severovýchodní stěnou S. Motyka a J. Sawicki, V.
- 1961 O. Zibrínová, I. Kluvánek, J. Psotka a Z. Zibrín, Motyková cesta.
- 1973 Zimní prvovýstup Z. Drlík, M. Pelc, I. Fiala a M. Orolin, V A3.

## Galerie

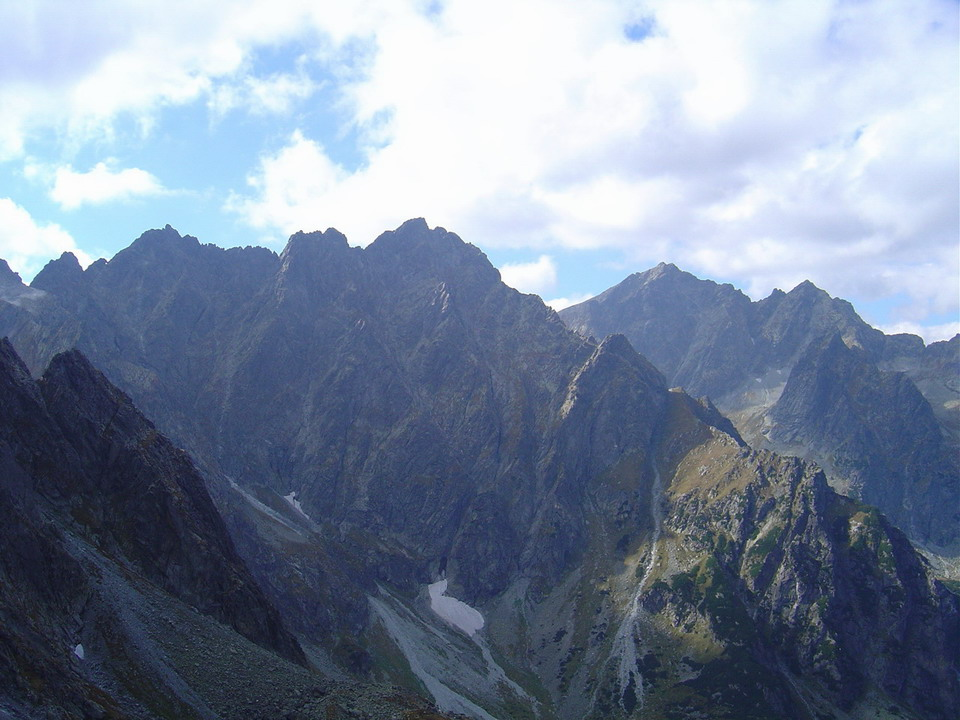
Zleva Západný železný štít, Zlobivá, Rumanov štít, Gánok, v pozadí vpravo Rysy a Malé Rysy.
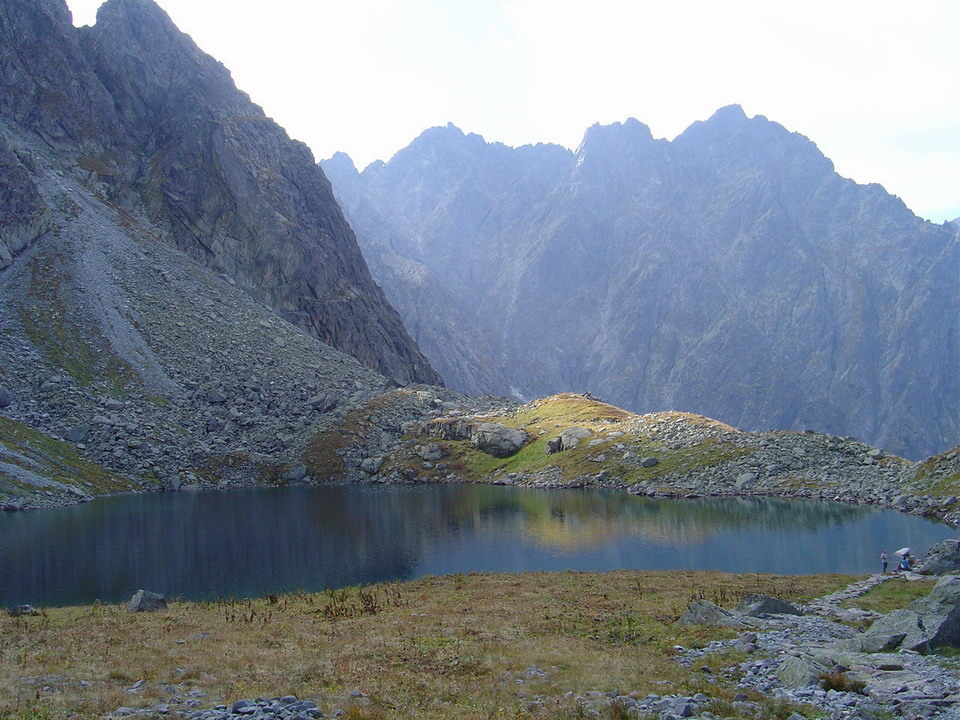
Zlobivá, Rumanov štít a Gánok.
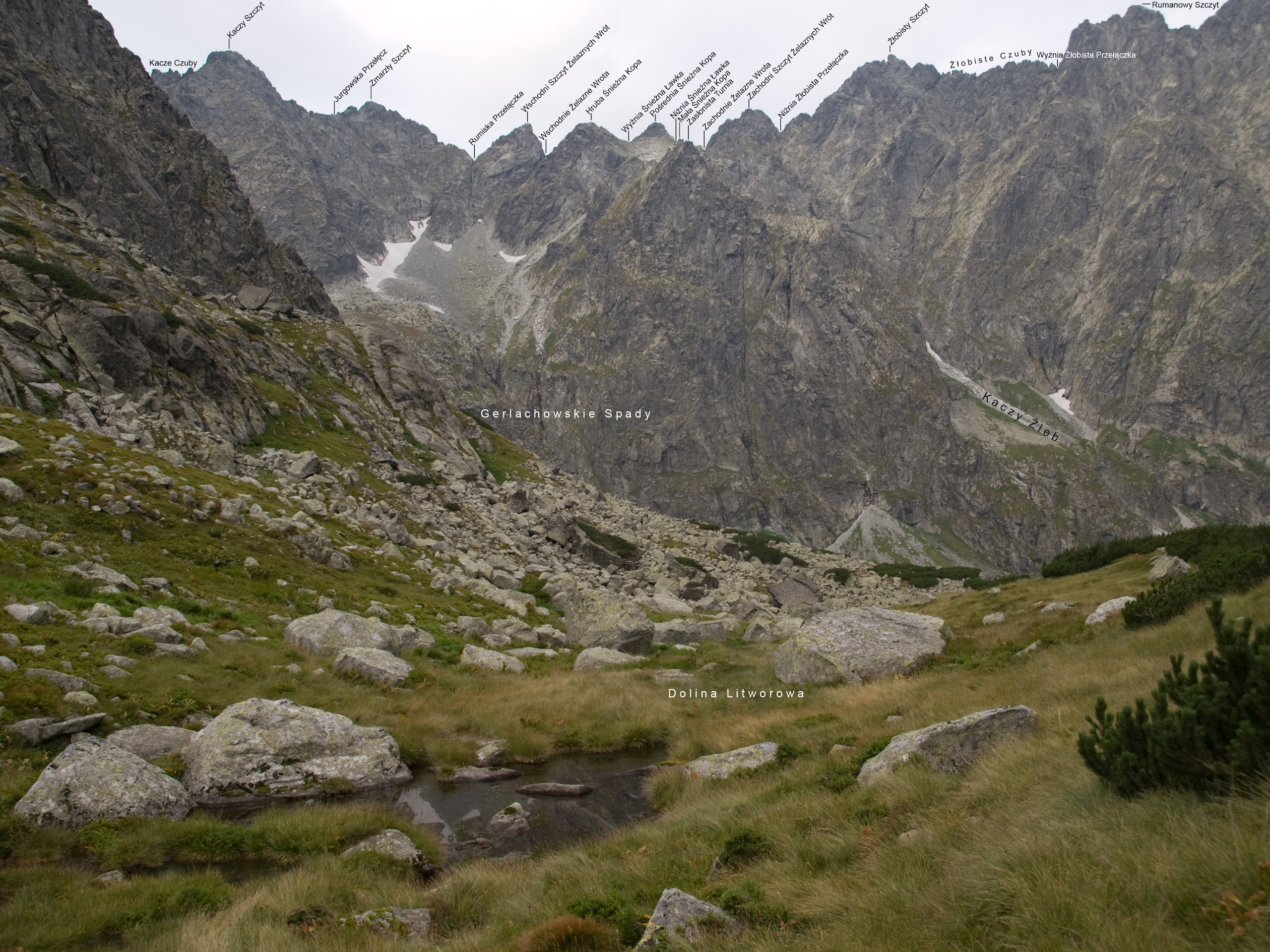
Kačací múr, špičatá Zlobivá mírně vpravo.
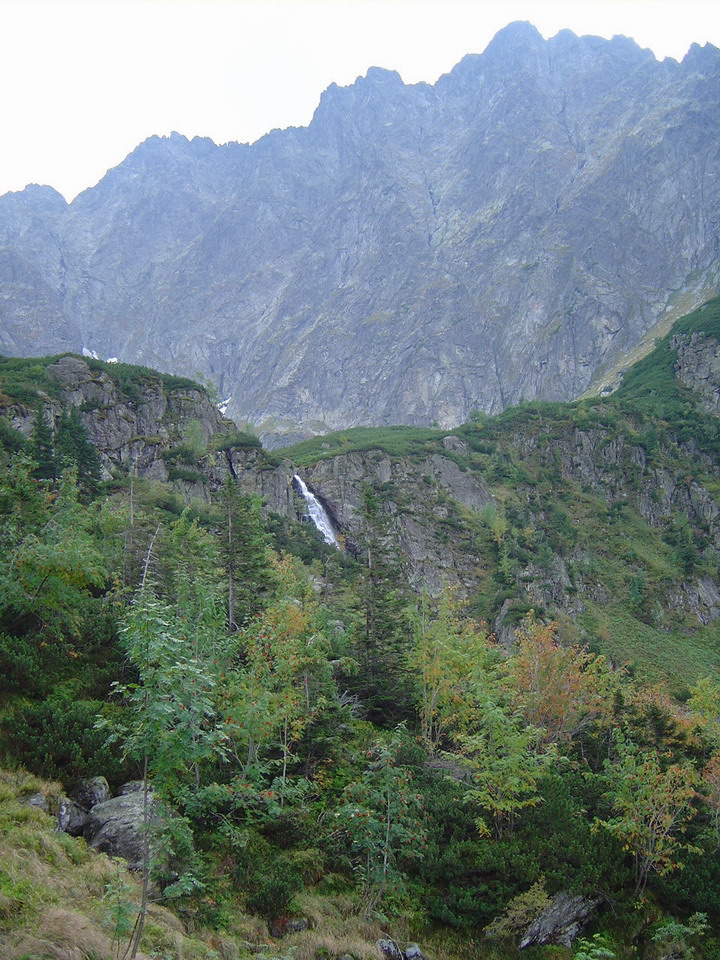
Zleva Západný Železný štít, Zlobivá, Rumanov štít a Gánok.